# Kōki Ōtani
Kōki Ōtani (大谷 幸輝?, Ōtani Kōki; Kumamoto, 8 aprile 1989) è un calciatore giapponese, portiere del Giravanz Kitakyushu.

## Palmarès

### Club

#### Competizioni nazionali
- Coppa J. League: 1

Urawa Reds: 2016